# 巴特西橋
巴特西橋（英語：Battersea Bridge），是英國倫敦泰晤士河上的一座橋樑。此橋位於倫敦西部，是一座拱橋，共有五個橋拱，連接南面的巴特西和北面的切爾西。巴特西橋在1879年乃開始開放給公眾通行，並在1885年拆除重建為現在的橋樑。